# Kanaat Andkhoy
Het kanaat Andkhoy (Arabisch: كانات اندخوي) was tussen 1820 en 1879 een territorium van Afghanistan. In 1879 werd, na de Tweede Anglo-Afghaanse Oorlog, heel Afghanistan een protectoraat van de Britten, dus ook Andkhoy. Andkhoy is nu een stad in Noord-West Afghanistan met 26.700 inwoners (2006).